# Caprini
Caprini é uma tribo de bovídeos da subfamília Antilopinae, conhecidos como caprinos. Contém 14 gêneros atuais e diversos gêneros e espécies pré-históricas extintas.

## Classificação
A tribo Caprini é dividida em 14 gêneros e 39 espécies, segundo a taxonomia mais atual.
- Gênero Ammotragus
  - Ammotragus lervia — Carneiro-da-barbária
- Gênero Arabitragus
  - Arabitragus jayakari — Tahr-árabe
- Gênero Budorcas
  - Budorcas taxicolor — Takin-do-himalaia
  - Budorcas tibetana — Takin-chinês
- Gênero Capra
  - Capra aegagrus — Cabra-selvagem
  - Capra caucasica — Tur-do-cáucaso-ocidental
  - Capra cylindricornis — Tur-do-cáucaso-oriental
  - Capra falconeri — Markhor
  - Capra hircus — Cabra-doméstica
  - Capra ibex — Íbex-dos-alpes
  - Capra nubiana — Íbex-da-núbia
  - Capra pyrenaica — Íbex-dos-pirenéus
  - Capra sibirica — Íbex-siberiano
  - Capra walie — Íbex-walia
- Gênero Capricornis
  - Capricornis crispus — Serau-japonês
  - Capricornis rubidus — Serau-vermelho
  - Capricornis sumatraensis — Serau-continental
  - Capricornis swinhoei — Serau-de-taiwan
- Gênero Hemitragus
  - Hemitragus jemlahicus — Tahr-himalaio
- Gênero Nemorhaedus
  - Nemorhaedus baileyi — Goral-vermelho-tibetano
  - Nemorhaedus caudatus — Goral-de-cauda-longa
  - Nemorhaedus cranbrooki — Goral-vermelho-birmanês
  - Nemorhaedus evansi — Goral-birmanês
  - Nemorhaedus goral — Goral-do-himalaia
  - Nemorhaedus griseus — Goral-chinês
- Gênero Nilgiritragus
  - Nilgiritragus hylocrius — Tahr-nilgiri
- Gênero Oreamnos
  - Oreamnos americanus — Cabra-das-rochosas
- Gênero Ovibos
  - Ovibos moschatus — Boi-almiscarado
- Gênero Ovis
  - Ovis ammon — Argali
  - Ovis aries — Ovelha
  - Ovis canadensis — Carneiro-selvagem
  - Ovis dalli — Carneiro-de-dall
  - Ovis gmelinii — Muflão
  - Ovis nivicola — Carneiro-das-neves
  - Ovis vignei — Urial
- Gênero Pantholops
  - Pantholops hodgsonii — Chiru
- Gênero Pseudois
  - Pseudois nayaur — Carneiro-azul
- Gênero Rupicapra
  - Rupicapra pyrenaica — Camurça-dos-pireneus
  - Rupicapra rupicapra — Camurça